# Takydromus dorsalis
Takydromus dorsalis är en ödleart som beskrevs av  Leonhard Hess Stejneger 1904. Takydromus dorsalis ingår i släktet Takydromus och familjen lacertider. Inga underarter finns listade i Catalogue of Life.
Denna ödla förekommer endemisk på Yaeyamaöarna i södra Japan. Den lever i öppna skogar och gräsmarker. De vuxna exemplaren klättrar i träd. Honor lägger flera gångar under våren och sommaren upp till två ägg. Takydromus dorsalis behöver fuktiga landskap.
Beståndet hotas av landskapsförändringar. Dessutom dödas flera individer av introducerade påfåglar. IUCN listar arten som starkt hotad (EN).